# Berat Sadik
Berat Sadik (Skopje, 14 september 1986) is een Finse voetballer (aanvaller) die voor Gimnàstic de Tarragona uitkomt. Eerder speelde hij voor FC Thun, KuPS Kuopio en FC Lahti. Hij heeft ook de Macedonische nationaliteit.

## Interlandcarrière
Sadik speelde sinds 2008 twaalf interlands voor de Finse nationale ploeg. Hij maakte zijn debuut onder leiding van bondscoach Stuart Baxter op 29 mei 2008 tegen Turkije (2-0 nederlaag) in Duisburg, net als verdediger Niklas Moisander en doelman Otto Fredrikson. Hij verving Mikael Forssell in dat duel na 78 minuten.

## Spelerscarrière
| seizoen | club                   | land        | competitie         | wed. | goals |
| ------- | ---------------------- | ----------- | ------------------ | ---- | ----- |
| 2005    | KuPS Kuopio            | Finland     | Veikkausliiga      | 5    | 0     |
| 2006    | KuPS Kuopio            | Finland     | Veikkausliiga      | 21   | 3     |
| 2007    | FC Lahti               | Finland     | Veikkausliiga      | 23   | 9     |
| 2008    | FC Lahti               | Finland     | Veikkausliiga      | 10   | 4     |
| 2008/09 | Arminia Bielefeld      | Duitsland   | 2. Bundesliga      | 13   | 0     |
| 2009/10 | → SV Zulte Waregem     | België      | Jupiler Pro League | 12   | 1     |
| 2010    | FC Lahti               | Finland     | Veikkausliiga      | 5    | 2     |
| 2011    | HJK Helsinki           | Finland     | Veikkausliiga      | 27   | 15    |
| 2012    | HJK Helsinki           | Finland     | Veikkausliiga      | 12   | 5     |
| 2013    | FC Thun                | Zwitserland | Super League       | 18   | 2     |
| 2013/14 | FC Thun                | Zwitserland | Super League       | 28   | 7     |
| 2014/15 | FC Thun                | Zwitserland | Super League       | 35   | 12    |
| 2015/16 | Krylya Sovetov Samara  | Rusland     | Premjer-Liga       | 11   | 1     |
| 2016/17 | Krylya Sovetov Samara  | Rusland     | Premjer-Liga       | 6    | 0     |
| 2017/18 | Doxa Katokopia         | Cyprus      | A Divizion         | 30   | 18    |
| 2018/19 | Doxa Katokopia         | Cyprus      | A Divizion         | 12   | 12    |
| 2018/19 | Gimnàstic de Tarragona | Spanje      | Segunda División A | 11   | 1     |
| Totaal  | Totaal                 | Totaal      | Totaal             | 279  | 92    |

## Erelijst
HJK Helsinki
- Beker van Finland

2011